# Арвайлер (район)
Арвайлер (нім. Ahrweiler) — район у Німеччині, у складі федеральної землі Рейнланд-Пфальц. Адміністративний центр — місто Бад-Ноєнар-Арвайлер.

## Населення
Населення району становить 130 479 осіб (станом на 31 грудня 2020).

## Адміністративний поділ
Район складається з 70 міст і громад (нім. Gemeinden), об'єднаних в 4 об'єднання громад (нім. Verbandsgemeinden), а також з 4 самостійних міст/громад.
Дані про населення наведені станом на 31 грудня 2020. Зірочками (*) позначені центри об'єднань громад.
Самостійні міста/громади::

| 1. Бад-Ноєнар-Арвайлер (місто) (28634) 2. Графшафт (10912) 3. Зінциг (місто) (17642) 4. Ремаген (місто) (17156) |

| Об'єднання громад: | |
| - 1. Аденау 1. Аденау (місто) * (2955) 2. Айхенбах (73) 3. Антвайлер (489) 4. Аремберг (221) 5. Барвайлер (384) 6. Баулер (55) 7. Версгофен (909) 8. Віземшайд (236) 9. Вімбах (456) 10. Віннерат (193) 11. Вірфт (161) 12. Гаршайд (135) 13. Гершбройх (267) 14. Гоффельд (281) 15. Гонерат (160) 16. Гюммель (490) 17. Данкерат (73) 18. Дорзель (213) 19. Дюмпельфельд (582) 20. Зеншайд (90) 21. Зіршайд (92) 22. Інзуль (462) 23. Кальтенборн (341) 24. Квіддельбах (264) 25. Коттенборн (176) 26. Ляймбах (454) 27. Мойспат (155) 28. Мюлленбах (476) 29. Мюш (198) 30. Нюрбург (166) 31. Оленгард (138) 32. Помстер (157) 33. Райффершайд (490) 34. Роддер (250) 35. Тріршайд (68) 36. Фуксгофен (100) 37. Шульд (660) | - 2. Альтенар 1. Альтенар * (1914) 2. Арбрюк (1166) 3. Берг (1295) 4. Геккенбах (226) 5. Геннінген (1056) 6. Дернау (1700) 7. Каленборн (666) 8. Кесселінг (589) 9. Кірхзар (368) 10. Лінд (552) 11. Майшос (911) 12. Рех (553) - 3. Бад-Брайзіг 1. Бад-Брайзіг (місто) * (9530) 2. Броль-Лютцинг (2483) 3. Вальдорф (866) 4. Геннерсдорф (638) - 4. Брольталь 1. Бренк (190) 2. Бургброль (3232) 3. Вайберн (1530) 4. Вассенах (1210) 5. Вер (1112) 6. Галенберг (216) 7. Глес (593) 8. Гоенляймбах (377) 9. Деденбах (492) 10. Кемпеніх (1856) 11. Кенігсфельд (674) 12. Нідердюренбах (945) 13. Нідерциссен * (2751) 14. Обердюренбах (643) 15. Оберциссен (1097) 16. Шалькенбах (825) 17. Шпессарт (809) |